# 程明達
程明達（1962年—），香港工程師，2016年香港立法會選舉工程界功能界別候選人，得2,097票 。

## 簡歷
程明達最早在2006年香港選舉委員會界別分組選舉競逐工程界席位，得308票。
後來他於2011年香港區議會選舉參加石塘咀選區，得705票。